# Aginci
Aginci (en serbe cyrillique : Агинци) est un village de Bosnie-Herzégovine. Il est situé dans la municipalité de Kozarska Dubica et dans la république serbe de Bosnie. Selon les premiers résultats du recensement bosnien de 2013, il compte 288 habitants.

## Démographie

### Évolution historique de la population dans la localité
| 1948 | 1953 | 1961 | 1971 | 1981 | 1991 | 2013 |
| ---- | ---- | ---- | ---- | ---- | ---- | ---- |
| 313  | 329  | 395  | 383  | 382  | 407, | 288  |

|  |

### Communauté locale
En 1991, la communauté locale d'Aginci comptait 1 356 habitants, répartis de la manière suivante :